# ヴラディミール・ヴクサノヴィッチ
ヴラディミール・ヴクサノヴィッチ（Vladimir Vuksanović、1978年5月4日 - ）は、セルビアの元男子プロバスケットボール選手、現指導者。

## 来歴
ベオグラード出身。
1997年から2013年までプロバスケットボール選手としてヨーロッパ各国でプレー。
引退後は指導者に転じ、ルーマニアのクラブでコーチングキャリアを始める。
2018年から2019年までセルビア女子代表のアシスタントコーチを務めた。
2019年、日本のWリーグに属するデンソーアイリスのヘッドコーチに就任。
2020年、マリーナ・マルコヴィッチにヘッド職を禅譲しアソシエイトコーチに役職変更。
2022年、ヘッドコーチに復帰。